# Falsos cronicons
Els falsos cronicons són una sèrie d'obres historiogràfiques dels segles xvi i xvii, que pretenen traduir o derivar d'obres històriques antigues, però que són, en realitat, falsificacions modernes. La intenció era pretesament pietosa: demostrar i fer creure l'antiguitat de la devoció cristiana a Espanya, donant proves falses de la predicació a terres hispàniques dels mateixos apòstols o de sants inexistents dels primers segles del cristianisme. Igualment, les dades històriques s'alteraven per introduir-hi fets històrics inventats que enorgullien la nació o que donaven nissages genealògiques antiquíssimes a famílies nobles. Foren creguts i tinguts per fonts històriques fins ben avançat el segle xviii.

## Història
Apareixen a Espanya l'últim terç del segle xvi i la primera meitat del xvii, en l'ambient de la Contrareforma i amb el precedent de l'èxit de la falsificació dels Ploms del Sacromonte (1558), que no es va demostrar falsa fins al 1682, i dels fragments falsos transmesos pel dominic Anni de Viterbo al segle xv. Els principals artífexs foren Jerónimo Román de la Higuera, autor entre 1594 i 1619 de textos atribuïts a Luci Flavi Dextre, Aule Halus, Liutprand i altres autors ficticis hispanoromans o visigots; Juan Tamayo de Salazar i, més tard i en menor grau, José Pellicer de Ossau Salas y Tovar o Joan Gaspar Roig i Jalpí.
Els cronicons pretenien haver estat escrits als primers segles del cristianisme, per hispanoromans cristians, contemporanis o propers als fets narrats i, per tant, indiscutibles. Els fets inventats, introduïts en obres antigues, sovint per modificació i alteració de les dades reals, feien que l'antiguitat de la predicació cristiana a Espanya es remuntés al segle i, a temps apostòlics, i que deixebles directes de Crist o dels apòstols s'haguessin encarregat de predicar per tota la península durant el segle i, fundant-hi esglésies i diòcesis. Així s'aconseguia "demostrar" fets fins llavors discutits com l'arribada a Hispània dels apòstols Jaume, que hi predicaria per bona part de les seves terres, i Pere i Pau de Tars, que durant la seva estada van nomenar deixebles com a bisbes, que es difongueren per tota la península.
Aquests deixebles desconeguts fins llavors es formaren per processos de desdoblament de sants existents, alterant dades de la seva vida, com ara el lloc de martiri, assignant-los llocs hispànics. Això provocà l'entusiasme de les esglésies i fidels, que en molts pobles i ciutats trobaren que podien enorgullir-se de comptar amb un sant antiquíssim, màrtir dels primers temps de la fe. De la mateixa manera, es vinculava la fundació de ciutats o de famílies nobles a personatges històrics de l'Imperi Romà o de l'Alta Edat mitjana.
Aquests enganys foren creguts per les autoritats, bona part dels erudits i els fidels. Tot i que aviat hi hagué veus en contra, encara al segle xviii escriptors crèduls citaven i donaven per certes les dades dels cronicons. El culte als nous sants introduïts pels cronicons, que fou instaurat per esglésies i ajuntaments (sovint feien patrons del poble els sants que els cronicons deien que n'eren nascuts), persistí fins i tot després de la demostració de la falsedat i arrelà en la devoció popular, mantenint-se en el folklore i en la religiositat popular. Molts municipis aprofitaren aquestes dades per a proclamar sants patrons o fer venerar unes relíquies que s'adquirien llavors a les excavacions de les catacumbes romanes: així, Elx va proclamar Sant Agatàngel de Roma com a patró, creient que, com deia Higuera, era fill de la ciutat; i Lleida ho va fer amb sant Anastasi de Lleida o Mataró amb les santes Juliana i Semproniana.
Les principals crítiques contra aquestes obres, que en qüestionaven la credibilitat, ja es donaren en vida de Román de la Higuera, quan Juan Bautista Pérez, bisbe de Sogorb, en diu que són falsos en 1595, provocant la resposta de Gregorio de Argáiz que en 1667-1675 publica un llarg estudi demostrant l'autenticitat dels cronicons. L'historiador Juan de Mariana, tot i que escèptic, no els va refutar del tot. Crítics foren Gaspar Ibáñez, marquès de Mondéjar, Diego Dormer i, sobretot, Nicolás Antonio Nicolás en la seva Censura de historias fabulosas (1652) analitza detalladament l'obra de Román de la Higuera i en descobreix les contradiccions i falsedats; l'obra, però, resta inèdita fins que Gregori Maians i Siscar la publica en 1742. En qüestionar fets com la predicació de Sant Jaume, Maians fou perseguit per la Inquisició i no pogué continuar-la, ja que volia acabar de donar el cop de gràcia a les falsificacions. Posteriorment, autors com Enrique Flórez en l'España sagrada acabaren de demostrar les contradiccions dels cronicons.